# Анкара Пантерс (хоккейный клуб)
«Анкара Пантерс» — хоккейный клуб из города Анкара. Основан в 1948 году. До 2007 года команда носила название «Анкара Юнивёрсити». Выступает в Турецкой хоккейной суперлиге. Домашние матчи проводит на арене Анкара Баз Писти.

## Достижения

Прежняя эмблема клуба

- Турецкая хоккейная суперлига:
  - Победители (1) : 2010